# Chillón
Chillón ist ein Dorf und eine spanische Gemeinde (municipio) mit 1.773 Einwohnern (Stand: 2024) im Südosten der historischen Landschaft La Mancha in der Provinz Ciudad Real in der Region Kastilien-La Mancha in Zentralspanien.

## Lage und Klima
Chillón liegt etwa 110 Kilometer ostsüdöstlich von Ciudad Real in einer Höhe von ca. 230 m. Das Klima ist meist trocken und warm; der spärliche Regen (ca. 506 mm/Jahr) fällt überwiegend in den Wintermonaten.

## Bevölkerungsentwicklung
| Jahr      | 1970 | 1981 | 1991 | 2001 | 2011 | 2021 |
| Einwohner | 3266 | 2836 | 2587 | 2320 | 2052 | 1777 |

Infolge der Mechanisierung der Landwirtschaft, der Aufgabe bäuerlicher Kleinbetriebe („Höfesterben“) und der dadurch ausgelösten „Landflucht“ ist die Einwohnerzahl des Ortes in der zweiten Hälfte des 20. Jahrhunderts deutlich gesunken.

## Sehenswürdigkeiten
- Johannes-der-Täufer-und-Dominikus-Kirche (Iglesia de San Juan Bautista y Santo Domingo)
- Marienkapelle
- Christuskapelle
- Rathaus

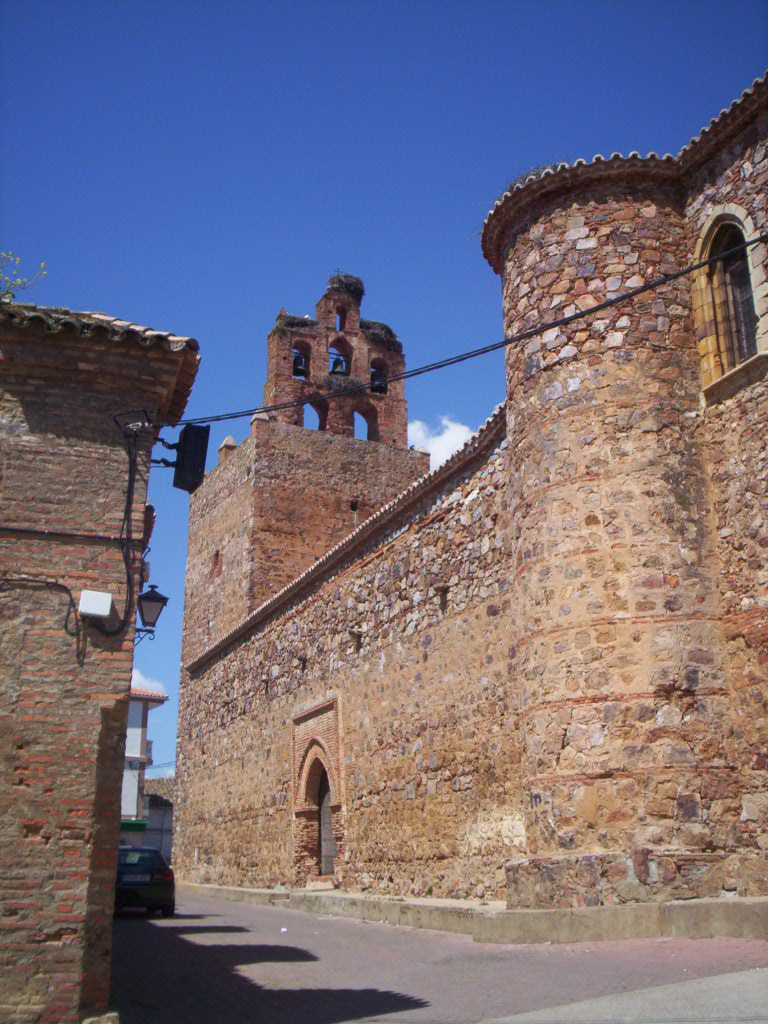
Johannes-der-Täufer-und-Dominikus-Kirche
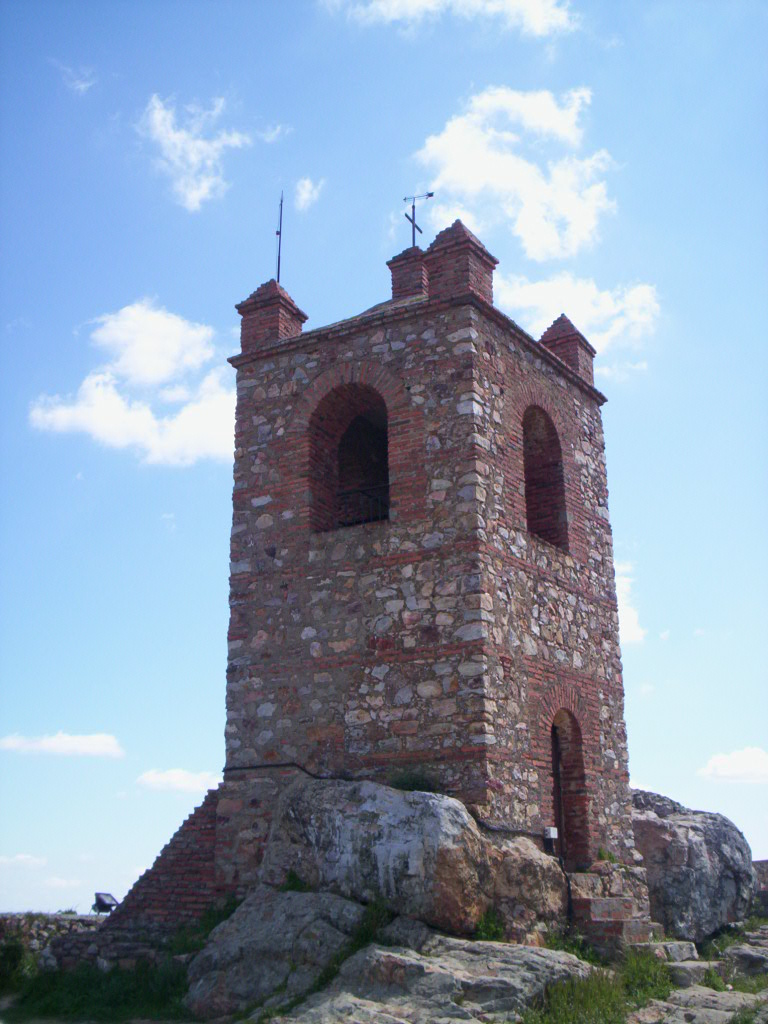
Marienkapelle
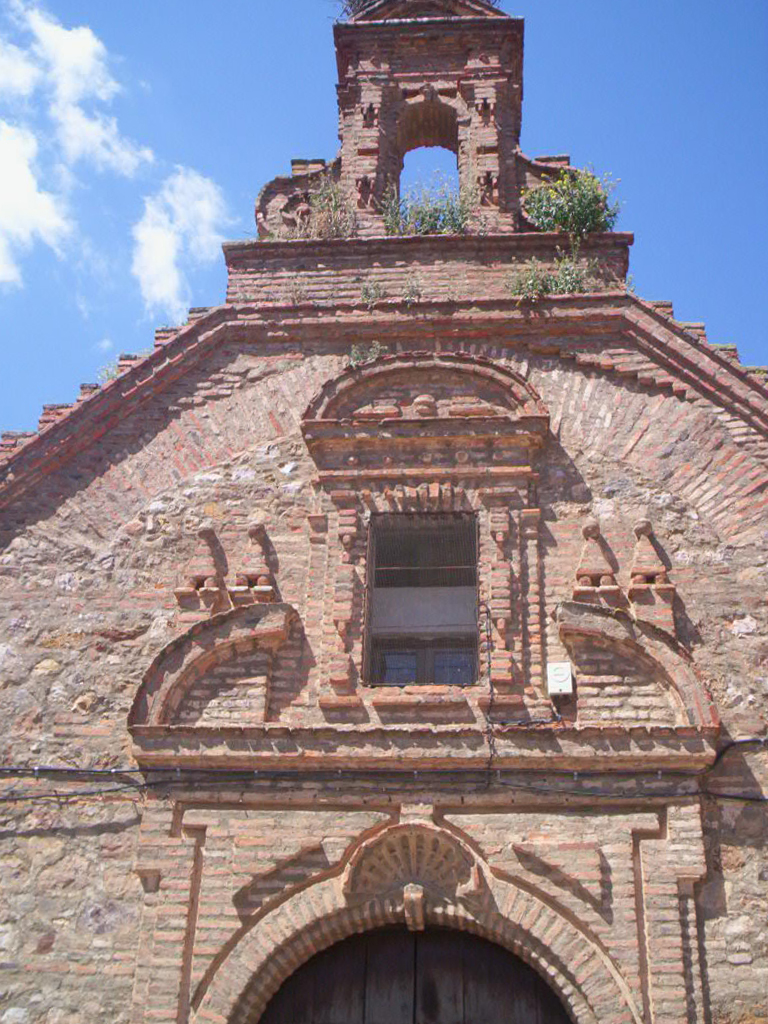
Christuskapelle